# Caetité
Caetité is een gemeente in de Braziliaanse deelstaat Bahia. De gemeente telt 48.007 inwoners (schatting 2009).
De plaats is zetel van het rooms-katholieke bisdom Caetité.

## Aangrenzende gemeenten
De gemeente grenst aan Caculé, Guanambi, Ibiassucê, Igaporã, Lagoa Real, Licínio de Almeida, Livramento do Brumado, Macaúbas, Paramirim, Pindaí en Tanque Novo.

## Verkeer en vervoer
De plaats ligt aan de radiale snelweg BR-030 tussen Brasilia en Ubaitaba. Daarnaast ligt ze aan de wegen BR-264, BR-430, BA-122, BA-156 en BA-430.